# Lålbyn peltoaukea
Lålbyn peltoaukea este o arie protejată (arie de protecție specială avifaunistică — SPA) din Finlanda întinsă pe o suprafață de 135 ha, integral pe uscat.

## Localizare
Centrul sitului Lålbyn peltoaukea este situat la coordonatele 62°15′14″N 21°27′51″E / 62.2539°N 21.4642°E.

## Înființare
Situl Lålbyn peltoaukea a fost declarat arie de protecție specială avifaunistică în iunie 2005 pentru a proteja 18 specii de animale.

## Biodiversitate
Situată în ecoregiunea boreală, aria protejată nu include niciun habitat protejat.
La baza desemnării sitului se află mai multe specii protejate de  păsări (18): rață sulițar (Anas acuta), gârliță mică (Anser erythropus), gâscă de semănătură (Anser fabalis), ciuf de câmp (Asio flammeus), Branta leucopsis, bătăuș (Calidris pugnax), erete de stuf (Circus aeruginosus), erete vânăt (Circus cyaneus), Cygnus columbianus bewickii, lebădă de iarnă (Cygnus cygnus), șoim de iarnă (Falco columbarius), șoim călător (Falco peregrinus), șoimul rândunelelor (Falco subbuteo), vânturel roșu (Falco tinnunculus), cocor (Grus grus), pescăruș râzător (Larus ridibundus), ploier auriu (Pluvialis apricaria), Spatula clypeata.
Pe lângă speciile protejate, pe teritoriul sitului au mai fost identificate 1 specie de păsări.